# William Demant
William Demant est une entreprise danoise fabricant notamment des prothèses auditives. 

## Histoire
En février 2015, William Demant annonce l'acquisition d'Audika pour 168 millions d'euros.